# 奥赫里德湖

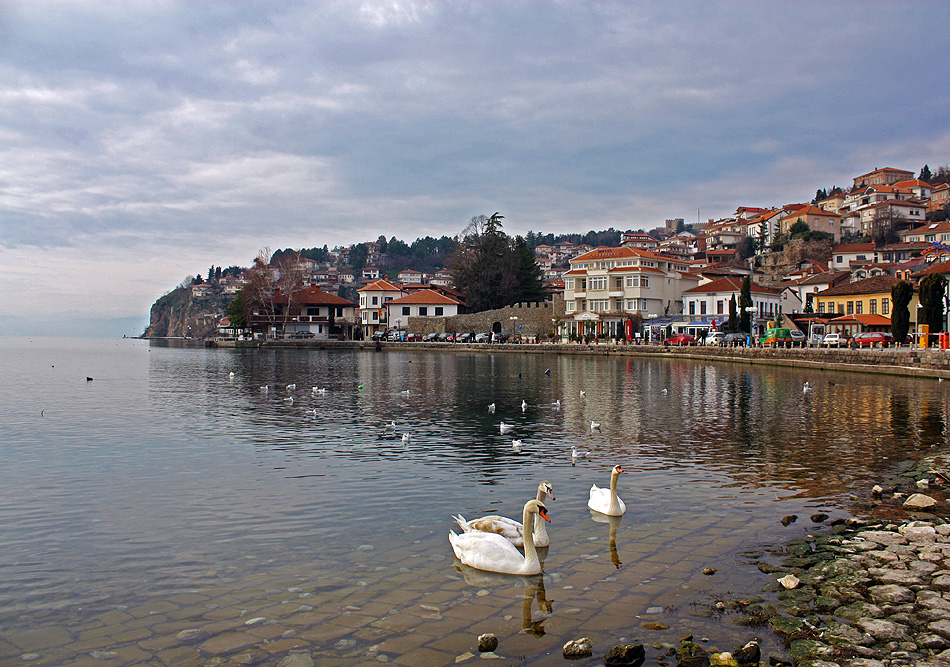
奥赫里德湖和湖畔的奥赫里德市

奥赫里德湖，是阿尔巴尼亚和北马其顿边界上的淡水湖泊，以湖边北马其顿一侧的奥赫里德市而得名。其面積達358平方公里，最深处为288米，是歐洲最深和最古老的湖泊之一。
湖泊棲息著超過200種特有物種，如野鱒、茴鱒等，而湖內找到的軟體動物物種更有達8成為特有種。湖岸蘆原、濕地亦提供了重要的棲所予卷羽鵜鶘、白眼潛鴨、天鵝、白肩雕等雀鳥。
1979年，该湖被联合国教科文组织列为世界自然遗产。